# Piante d'acquario d'acqua dolce

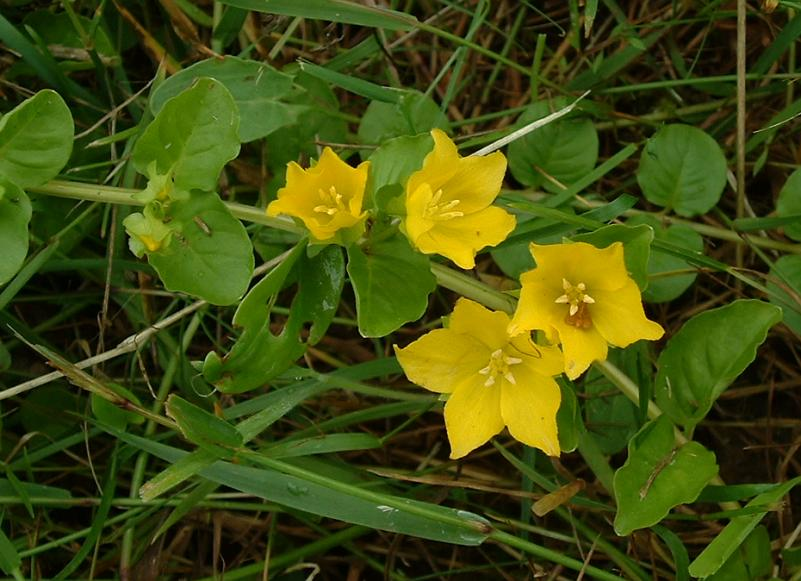
Lysimachia nummularia

In un acquario d'acqua dolce possono essere coltivate molte specie di piante acquatiche con benefici effetti di filtraggio ed ossigenazione, utili a ricreare un ambiente acquatico più naturale.

## Piante più facili da coltivare
- Anubias barteri var. barteri
- Anubias barteri var. nana
- Anubias barteri var. nana 'Petite'
- Ceratophyllum demersum
- Echinodorus grisebachii
- Microsorum pteropus

## Lista delle piante d'acquario d'acqua dolce

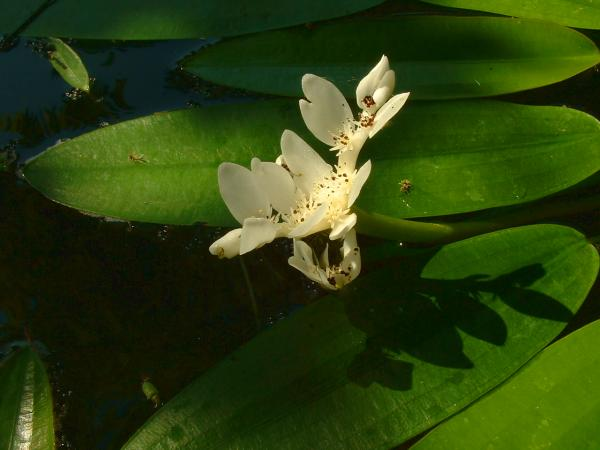
Aponogeton distachyos

Le specie più comuni sono:
- Alternanthera reineckii "rosaefolia"
- Ammannia gracilis
- Anubias barteri var. barteri
- Anubias barteri var. nana
- Anubias barteri var. nana 'Petite'
- Aponogeton crispus
- Aponogeton madagascariensis
- Bacopa caroliniana
- Bacopa monnieri
- Barclaya longifolia
- Bolbitis heudelotii
- Cabomba caroliniana
- Cabomba furcata
- Ceratophyllum demersum
- Ceratopteris cornuta
- Ceratopteris thalictroides
- Crinum calamistratum
- Crinum thaianum
- Cryptocoryne beckettii var. petchii
- Cryptocoryne wendtii var. Tropica
- Cyperus helferi
- Didiplis diandra
- Echinodorus grisebachii
- Echinodorus cordifolius
- Egeria densa
- Eleocharis acicularis
- Glossostigma elatinoides
- Hemianthus callitrichoides
- Hemianthus micranthemoides
- Heteranthera zosterifolia
- Hottonia palustris
- Hydrocotyle leucocephala
- Hygrophila corymbosa
- Hygrophila polysperma
- Lemna minor
- Lilaeopsis brasiliensis
- Limnophila aromatica
- Limnophila sessiliflora
- Lobelia cardinalis
- Ludwigia arcuata
- Ludwigia inclinata var. verticellata 'Cuba'
- Ludwigia repens
- Lysimachia nummularia
- Mayaca sellowiana
- Mayaca fluviatilis
- Marsilea crenata
- Marsilea quadrifolia
- Micranthemum umbrosum
- Microsorum pteropus
- Myriophyllum aquaticum
- Myriophyllum matogrossense
- Myriophyllum tuberculatum
- Nymphaea zenkeri
- Pogostemon helferi
- Pogostemon stellatus
- Potamogeton gayi
- Proserpinaca palustris
- Riccia fluitans
- Rotala boshii
- Rotala macrandra
- Rotala rotundifolia
- Rotala wallichii
- Sagittaria platyphilla
- Sagittaria subulata
- Taxiphyllum barbieri
- Tonina fluviatilis
- Trichocoronis rivularis
- Trichocoronis variegato
- Vallisneria asiatica
- Vallisneria natans
- Vallisneria spiralis
- Vallisneria rubra
- Vesicularia montagne

La tassonomia di molte piante acquatiche non è definitiva. Alcuni nomi e classificazioni sono ancora incerti, e molti rivenditori o siti internet usano nomi obsoleti o commerciali, causando una certa confusione.

## False piante d'acquario
Molte specie di piante terrestri come Sciadopitys e Pilea cadairei sono vendute frequentemente come "piante d'acquario". In genere sono piante appariscenti, che possono sopravvivere immerse per un certo periodo, ma inevitabilmente arrivano al deperimento e alla morte se lasciate sott'acqua. Devono essere rimosse e lasciate in vaso per qualche tempo, in modo da simulare il ciclo vitale di alternanza tra il periodo di piena e di secca che caratterizza gli habitat di queste piante.
In ultima analisi non sono adatte all'acquariofilia, in quanto rischiano di inquinare l'acquario.